# Hyadaphis galaganiae
Hyadaphis galaganiae är en insektsart. Hyadaphis galaganiae ingår i släktet Hyadaphis och familjen långrörsbladlöss. Inga underarter finns listade i Catalogue of Life.